# Sauropus gour-maitii
Sauropus gour-maitii är en emblikaväxtart som beskrevs av Tapas Chakrabarty och Mohan Gangopadhyay. Sauropus gour-maitii ingår i släktet Sauropus och familjen emblikaväxter. Inga underarter finns listade i Catalogue of Life.